# Dudzicze (rejon puchowicki)
Dudzicze (biał. Дудзічы; ros. Дудичи) – wieś na Białorusi, w rejonie puchowickim obwodu mińskiego, około 12 km na zachód od Rudzieńska, nad rzeką Ptyczą.
Prywatne miasto szlacheckie położone było w końcu XVIII wieku w powiecie mińskim województwa mińskiego.

## Historia
Wieś była ponoć wspomniana już w IX wieku, według Słownika geograficznego Królestwa Polskiego z pobliskich Dudutek pochodził urodzony w 1029 roku Wsiesław Briaczysławicz. W XVI wieku dobra te były dziedzictwem rodziny Odachowskich. W 1621 roku R. Odachowski sprzedał majątek Januszowi Bychowcowi. Pod koniec XVII wieku Dudzicze dostały się w zastaw rodzinie Zaranków-Horbowskich herbu Korczak. Rodzina ta osiedliła się tu i w 1748 roku ostatecznie Aleksandra Zarankówna wykupiła Dudzicze za 100 tysięcy czerwonych złotych. W 1767 roku poślubił ją Józef Prozor, wojewoda witebski, który w 1769 roku wybudował tu nowy, drewniany dwór i w nim zamieszkał. Otworzył też pierwszą szkołę we wsi. Jedna z dwóch córek Prozora, Róża, poślubiła w 1785 roku Stanisława Jelskiego, marszałka powiatu ihumeńskiego i wniosła w posagu Dudzicze. W czasie stuletniego okresu, gdy Dudzicze pozostawały w rękach Jelskich, stały się one jednym z najważniejszych ośrodków życia kulturalnego na Białej Rusi. Mieszkał tu syn Stanisława Karol (chorąży ihumeński) i jego synowie Michał, znany skrzypek i kompozytor oraz Aleksander, pisarz i etnograf. Córka Michała, Zofia Jelska wyszła za Janusza Uniechowskiego. Uniechowscy byli ostatnimi właścicielami Dudzicz, do końca I wojny światowej.

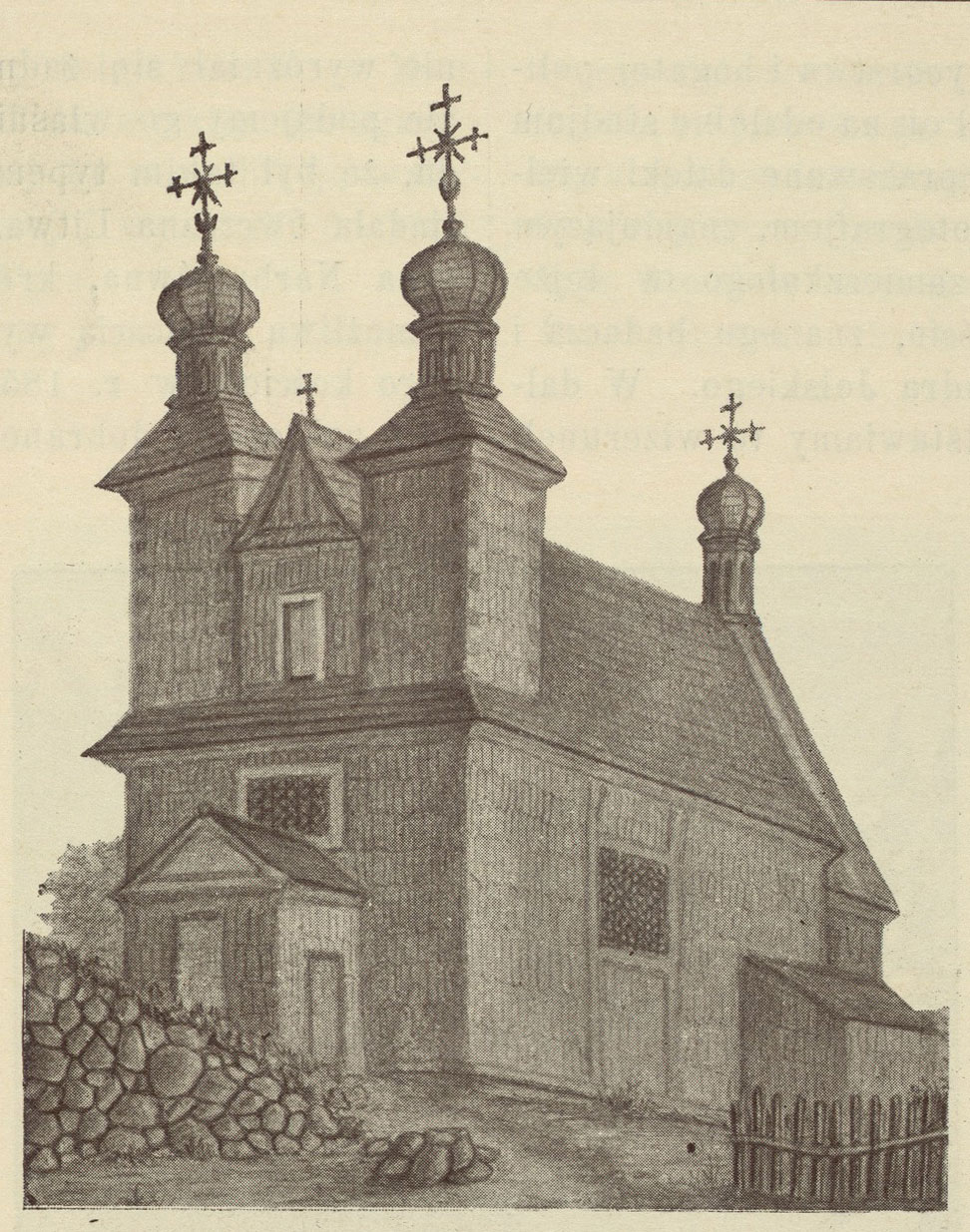
Cerkiew w Dudziczach w 1909 roku

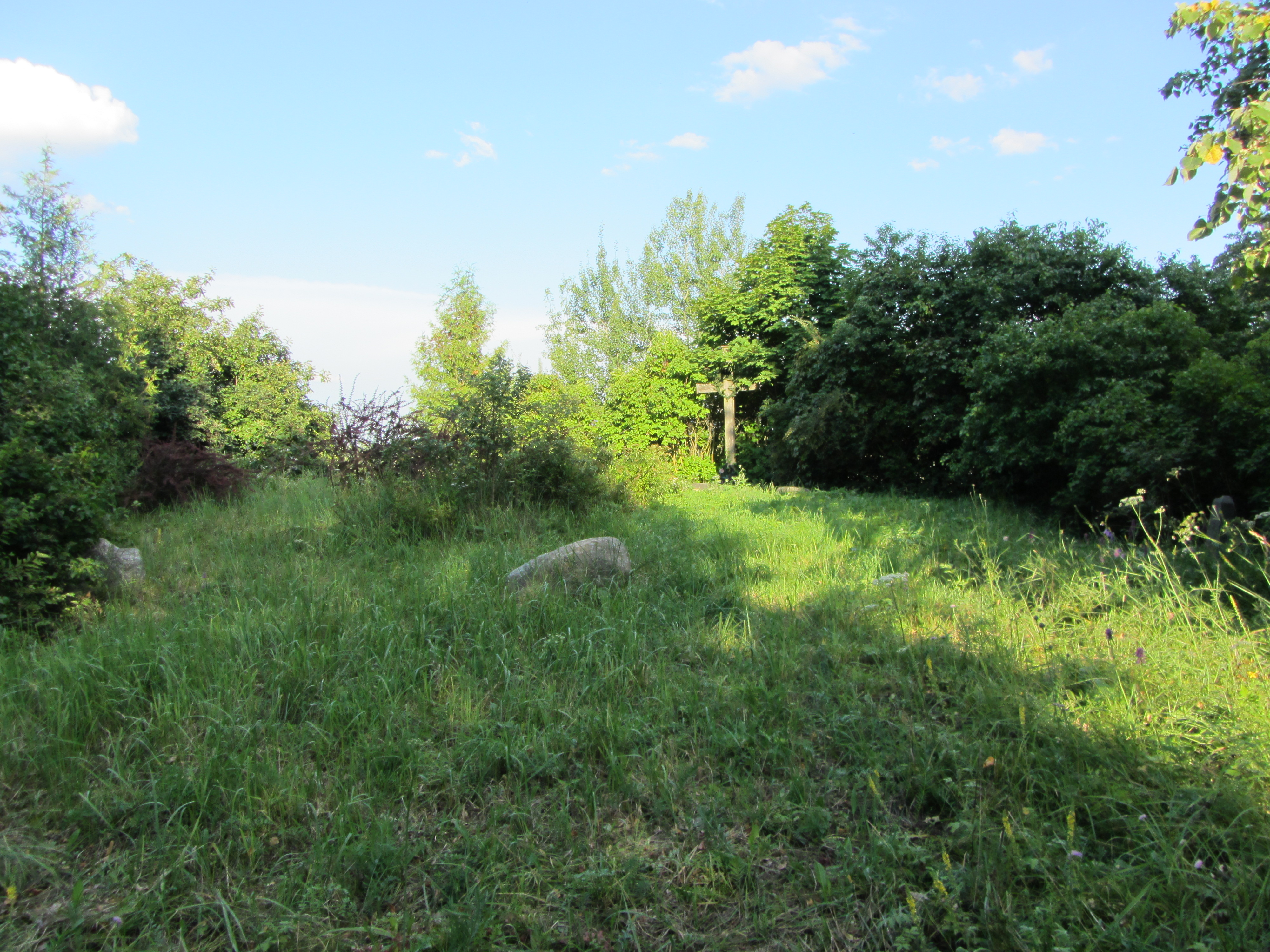
Pozostałości po grobowcach Zaranków-Horbowskich, Prozorów i Jelskich

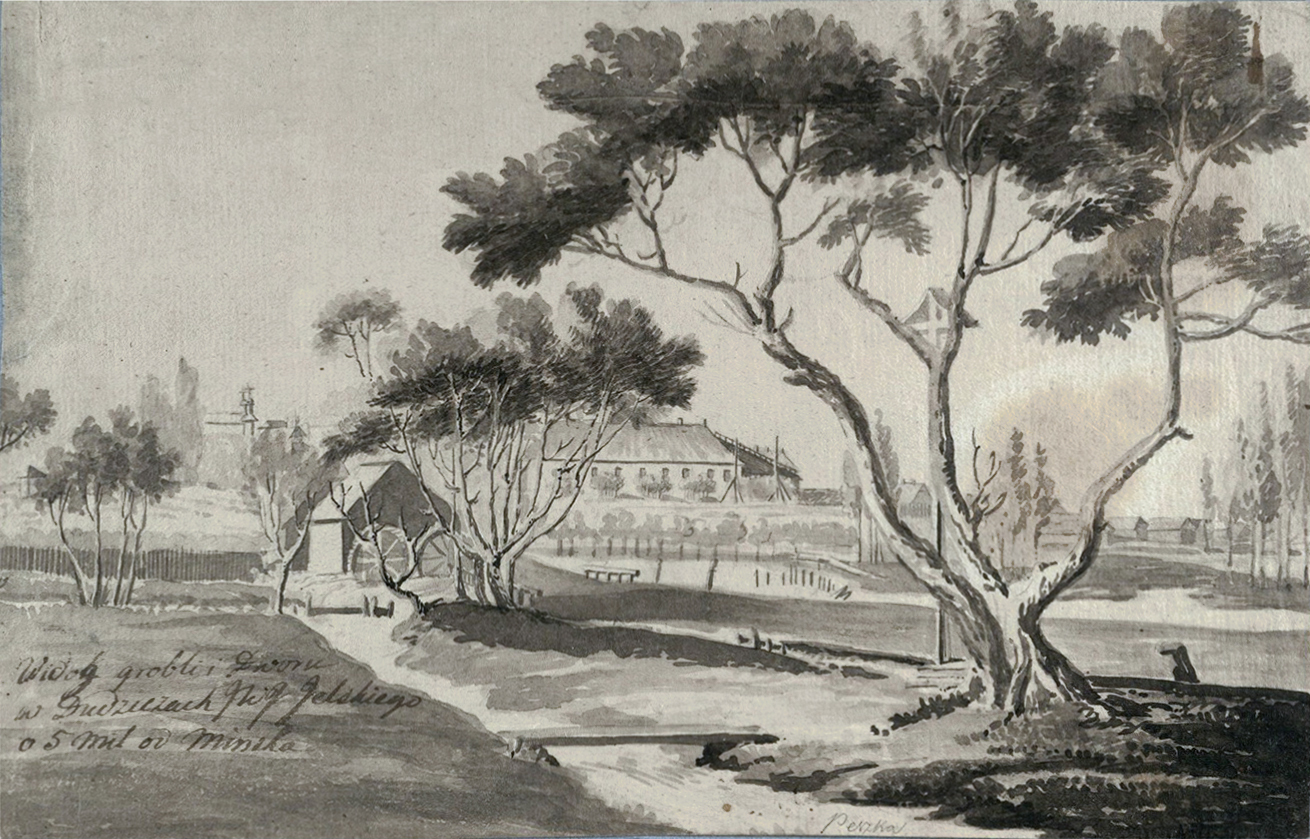
Dwór Jelskich ok. 1800 roku, obraz Józefa Peszki

W wyniku II rozbioru Polski Dudzicze w 1793 roku znalazły się na terytorium Imperium Rosyjskiego. W 1800 roku mieszkało tu 300 osób, 1917 roku – 651 osób.
W latach 1919–1920 wieś znalazła się pod polskim zwierzchnictwem wszedłszy w skład gimny Dudzicze. Ostatecznie, po ustaleniu przebiegu granicy polsko-radzieckiej znalazła się na terytorium ZSRR.

## Dawne zabytki
- Pod koniec XVII wieku zbudowano we wsi cerkiew unicką. Kościół ten został odnowiony w 1780 roku dzięki zapisowi testamentowemu Aleksandry Prozorowej (Zarankównej). Został on w wyniku kasaty w 1839 roku przekształcony w cerkiew prawosławną. W podziemiach cerkwi znajdowały się 24 trumny zmarłych tu Zaranków-Horbowskich, Prozorów i Jelskich. Znajdowała się tu także trumna Franciszka Bukatego, który osiadł w pobliskich Sierhiejowiczach i tu umarł.
- Wybudowany w 1769 roku dwór istniał tu do 1917 roku. Wnętrze dworu stanowiły 24 duże i wysokie pomieszczenia w układzie dwutraktowym. W jednym z tych pokoi mieszkał ks. Józef Poniatowski w czasie pochodu Napoleona w 1812 roku na Moskwę. Charakterystyczną cecha dworu były olbrzymie XVIII-wieczne piece z kafli o zielonej polewie. Dwór otoczony był rozległym parkiem, przez którego środek płynęła Ptycz. Przez rzeczkę przerzucono mostki, a na wyspie urządzono altankę. Dom i park nie przetrwały 1917 roku.

Obecnie pozostałości po wyżej wymienionych miejscach pochówku i parku stanowią historyczno-kulturalny zabytek Białorusi (o symbolu 613Г000511).
Majątek w Dudziczach jest opisany w 1. tomie Dziejów rezydencji na dawnych kresach Rzeczypospolitej Romana Aftanazego.